# Laguna Casimiro
La laguna Casimiro es un cuerpo de agua superficial ubicado en la comuna de Punta Arenas de la Región de Magallanes, Chile.

## Ubicación y descripción
Esta laguna aparece en el inventario público de lagos de Chile publicado por la Dirección General de Aguas del Ministerio de Obras Públicas de Chile con las siguientes características:
- Código: 12510091-1
- Latitud S: 52G 41M
- Longitud W:	70G 41M

## Historia
Luis Risopatrón la describe en su Diccionario Jeográfico de Chile de 1924:: 623 
Casimiro (Laguna) 52° 40' 70° 41'. Es de mediana estension, rodeada de vegas mui húmedas i se encuentra en las tierras que se estienden hacia el NE de la bahía Pecket, del estrecho de Magallanes; debe su nombre, al de un indio que recibía una pensión del Gobierno Arjentino i que fué apuñaleado por sus compañeros en una noche de orjía. 131; i 156; ubicada mas hacia el N en 1, XI, p. 254 i 287 i carta de Bertrand (1885).